# Alfred Glauser
Alfred Glauser  (* 24. Februar 1913 in Saint-Imier; † 9. März 2003 in Saint-Cannat) war ein US-amerikanischer Romanist und Literaturwissenschaftler Schweizer Herkunft.

## Leben
Glauser studierte bis 1935 in Bern und Genf. Er unterrichtete von 1936 bis 1938 in der Schweiz und ging dann nach Winnipeg, Kanada, wo er Französisch, Latein und Deutsch an der Privatschule Ravenscourt lehrte. Während des Weltkriegs nahm  er an der University of Winnipeg wieder das Studium auf und schrieb einen Roman über seine Erlebnisse im kanadischen Westen. Nach der Promotion (PhD) ging er in die Vereinigten Staaten und lehrte von 1946 bis 1983 an der University of Wisconsin–Madison, ab 1981 als Pickard-Bascom Professor of French.

## Werke
- Le vent se lève. Roman, Montreal 1941
- La ville qui parle. Pièces courtes pour groupes de 10 à 25 acteurs, Toronto 1946
- Albert Thibaudet et la critique créatrice, Paris 1952
- Hugo et la poésie pure, Genf 957
- Rabelais créateur, Paris 1964, 1966, 1969
- Le Poème-symbole de Scève à Valéry. Essai, Paris 1967
- Montaigne paradoxal, Paris 1972
- Le Faux Rabelais ou De l'Inauthenticité du "Cinquième livre", Paris 1975
- La poétique de Hugo, Paris 1978
- Fonctions du nombre chez Rabelais,  Paris 1982
- Écriture et désécriture du texte poétique de Maurice Scève à Saint-John Perse, Saint-Genouph 2002